# 蒙哥馬利鎮區 (明尼蘇達州勒蘇爾縣)
蒙哥馬利（英語：Montgomery）是一個位於美國明尼蘇達州勒蘇爾縣的行政鎮區。

## 人口
根據2020年美國人口普查的數據，蒙哥馬利的面積為87.59平方千米，當中陸地面積為85.21平方千米，而水域面積為2.38平方千米。當地共有人口707人，而人口密度為每平方千米8人。